# Koksowanie węgla
Koksowanie węgla, wysokotemperaturowe odgazowanie węgla, piroliza (dawniej zwana suchą destylacją lub karbonizacją) węgla – proces polegający na ogrzewaniu węgla kamiennego w temperaturze 900–1200 °C, bez dostępu powietrza. Proces przeprowadza się w koksowniach na drobno zmielonych mieszankach węgli koksujących (posiadających zdolność spiekania). W czasie ogrzewania następuje zrywanie wiązań C−C, C−H i C−O. Proces prowadzi się w ceramicznych komorach koksowniczych o wysokości 4– 5 metra, długości 12–15 metrów i szerokości 0,35–0,5 metra. Szereg komór poprzedzielanych ścianami grzewczymi tworzy piece koksownicze. Do ogrzewania przeponowego stosuje się gazy spalinowe.

## Produkty
Produkty koksowania węgla:
- koks (70–80%)
- gaz koksowniczy (12–18%)
- woda pogazowa (3–5%)
- smoła węglowa (2,5–4,5%)
- benzol (0,8–1,4%)
- amoniak (0,2–0,4%)

## Rodzaje węgla wykorzystywane do koksowania
- węgiel gazowo-koksowy, typ 34
- węgiel ortokoksowy, typ 35
- węgiel metakoksowy, typ 36
- węgiel semikoksowy, typ 37
- węgiel chudy, typ 38
- węgiel antracytowy, typ 41

## Temperatury panujące w piecu
- temperatura kanałów grzewczych: 1300–1400 °C
- temperatura ściany: 1000–1050 °C
- temperatura centralnej części komory: 950 °C
- temperatura podsklepieniowej części komory: 750–850 °C